# Curtis Conway
Curtis Lamont Conway (Los Angeles, 13 gennaio 1971) è un ex giocatore di football americano statunitense che ha giocato nel ruolo di wide receiver nella National Football League (NFL).

## Biografia
Dopo avere giocato a football al college a USC dove fu premiato come All-American, Conway fu scelto come settimo assoluto nel Draft NFL 1993 dai Chicago Bears. Giocò per dodici stagioni come professionista, indossando anche le maglie di San Diego Chargers, New York Jets e San Francisco 49ers. Superò per tre volte le mille yard in stagione, nel 1995 e nel 1995 mentre militava nei Bears e nel 2001 coi Chargers, in cui terminò con un primato personale di 1.125 yard.

## Vita privata
Il 23 luglio 2007, ha sposato a Los Angeles, Laila Ali ex pugile nonché figlia di Muhammad Alì. Hanno due figli insieme: un figlio nato nell'agosto 2008, e una figlia nata nell'aprile 2011. Conway da un precedente matrimonio ebbe tre figli.

## Palmarès
- All-American - 1992

## Statistiche
| Ricezioni     | 594   |
| Yard ricevute | 8.230 |
| Touchdown     | 52    |